# Wildhuser Schafberg
Wildhuser Schafberg är en bergstopp i Schweiz.   Den ligger i distriktet Wahlkreis Toggenburg och kantonen Sankt Gallen, i den östra delen av landet, 150 km öster om huvudstaden Bern. Toppen på Wildhuser Schafberg är 2 373 meter över havet, eller 200 meter över den omgivande terrängen. Bredden vid basen är 0,64 km. Wildhuser Schafberg ingår i Alpstein.
Terrängen runt Wildhuser Schafberg är bergig åt sydost, men åt nordväst är den kuperad. Närmaste större samhälle är Grabs, 8,7 km sydost om Wildhuser Schafberg. 
I omgivningarna runt Wildhuser Schafberg växer i huvudsak blandskog. Runt Wildhuser Schafberg är det tätbefolkat, med 257 invånare per kvadratkilometer.